# Ekodukt

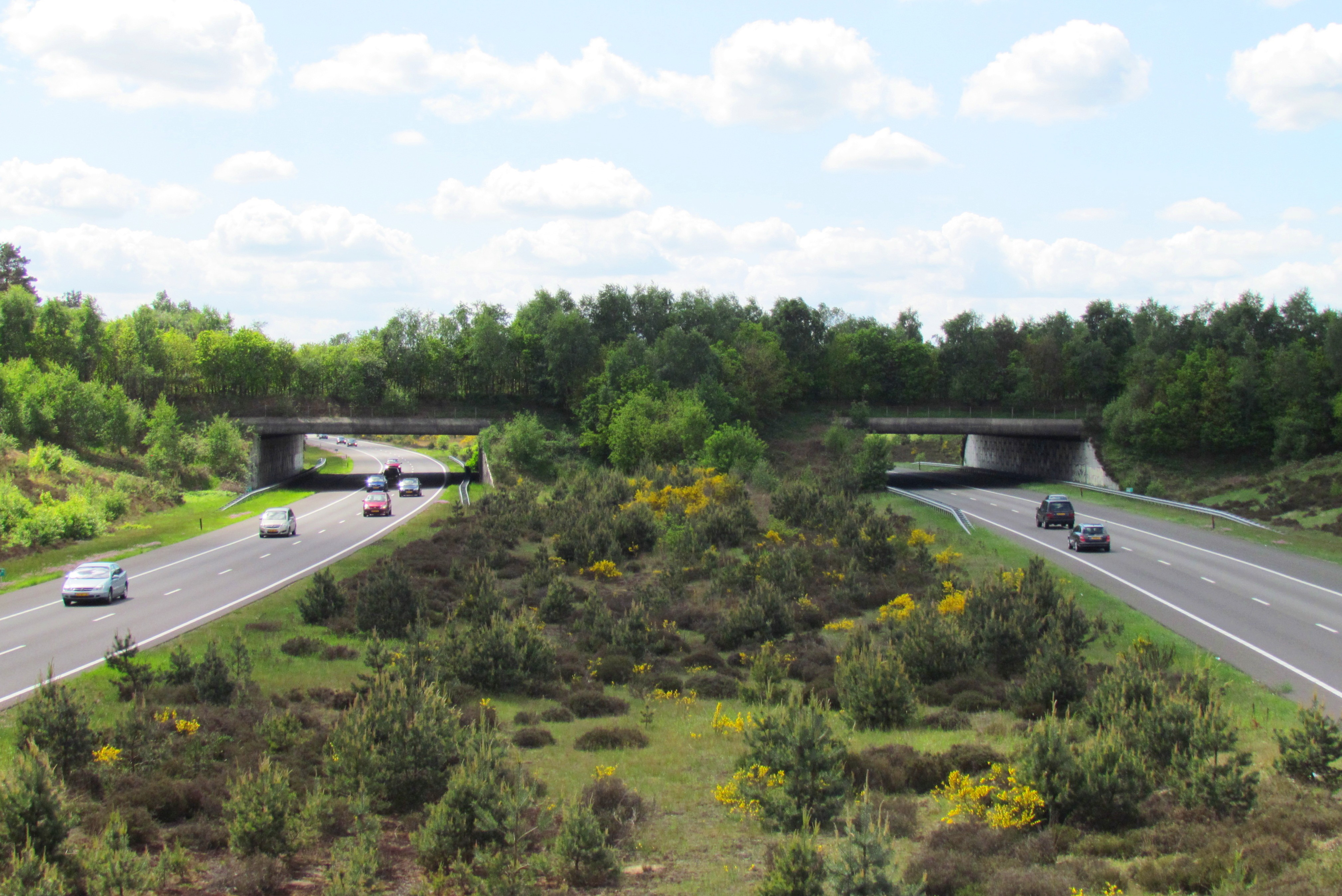
Ekodukt vid Kootwijkerveen, Nederländerna.

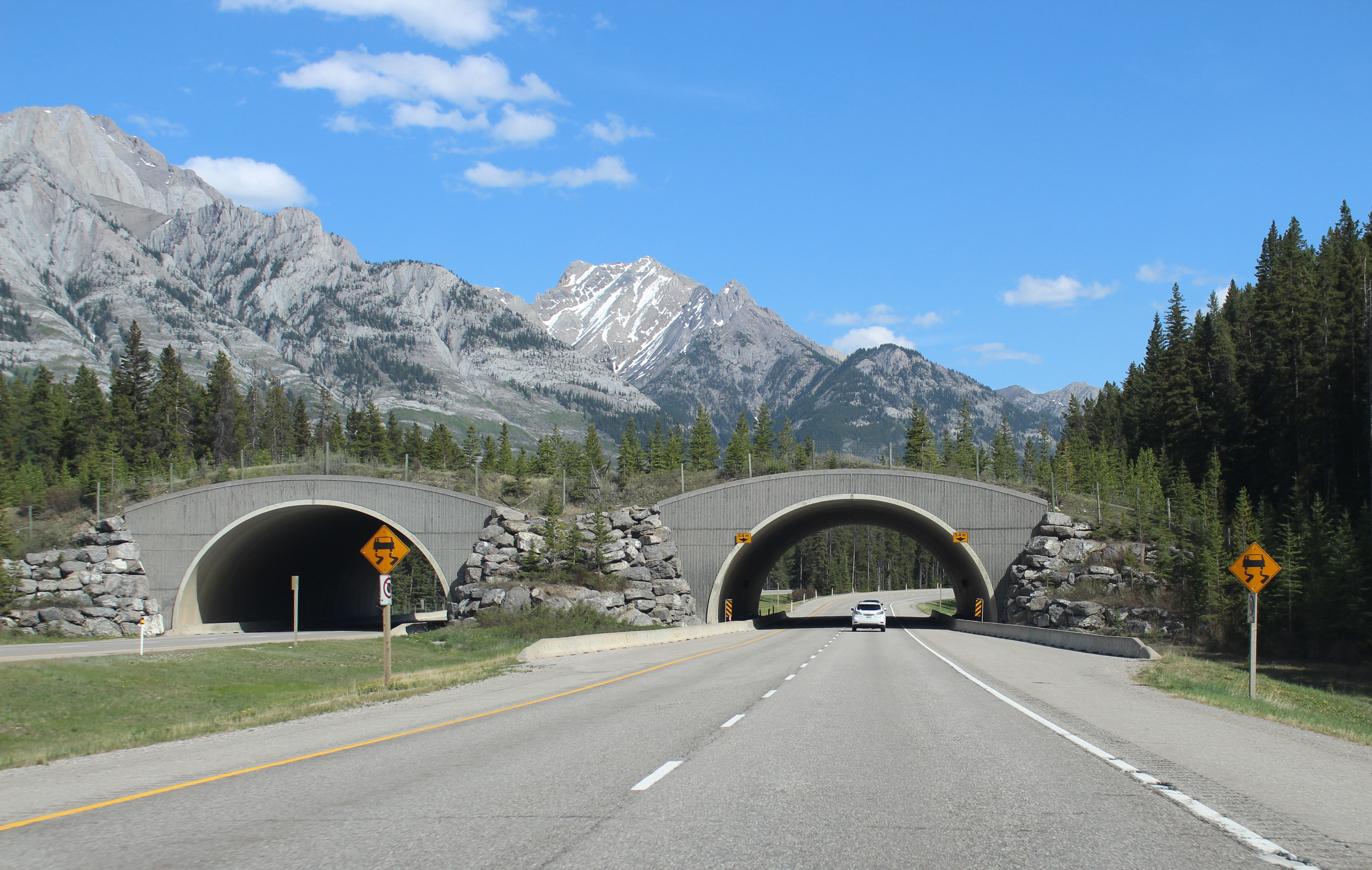
Ekodukt över Trans-Canada Highway i Banff National Park, Alberta, Kanada.

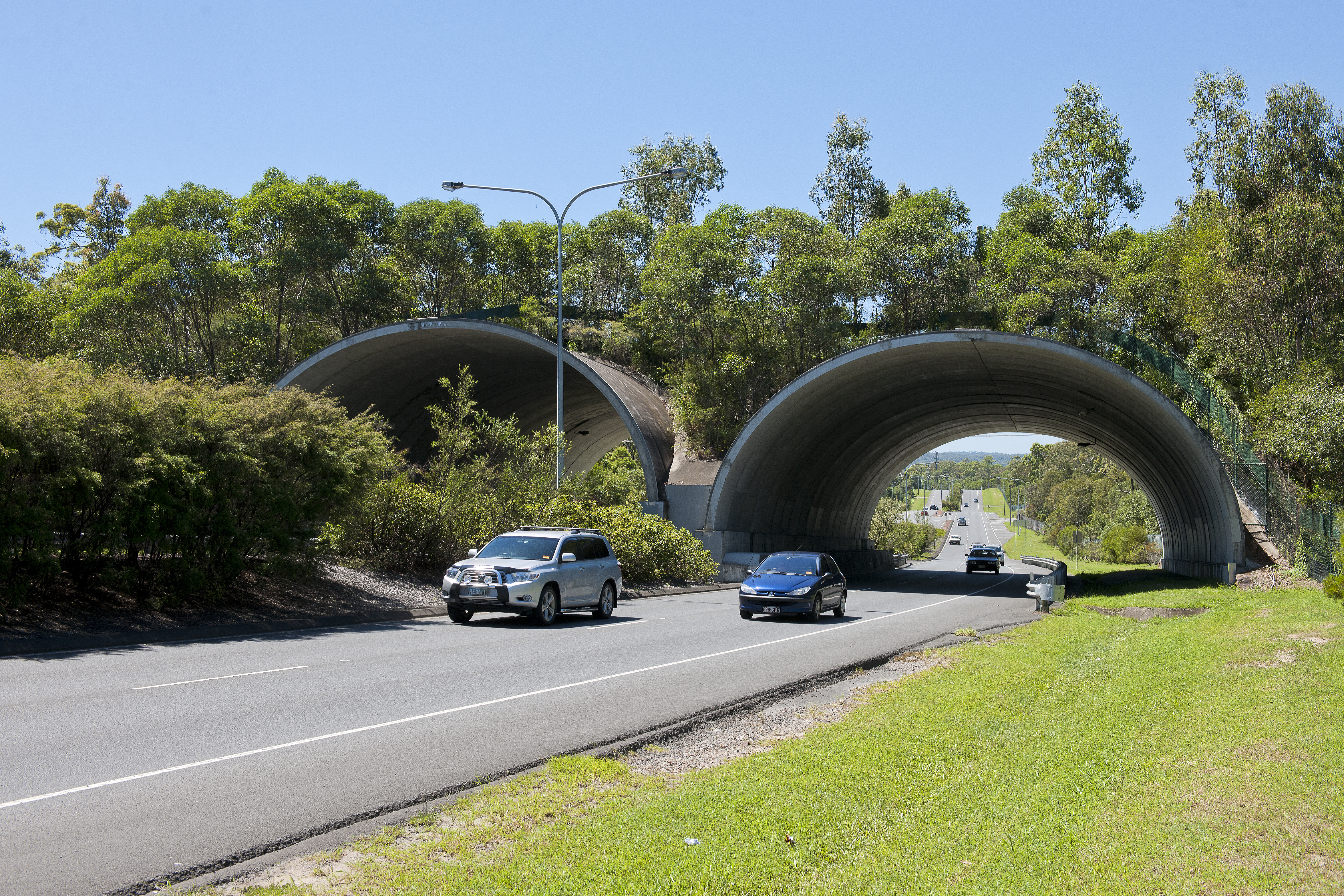
Ekodukt vid Karawatha, Australien.

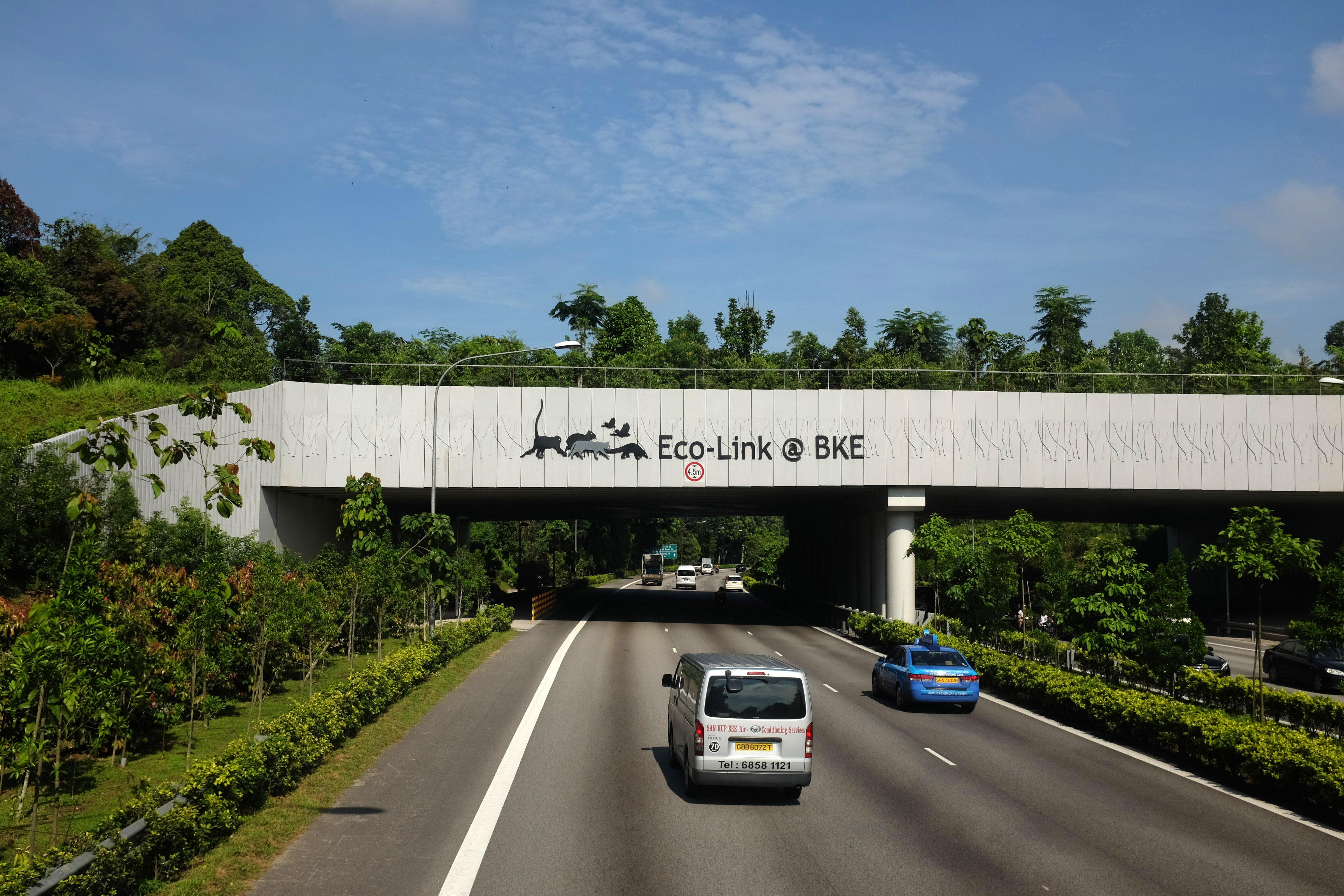
Ekodukt vid Bukit Timah, Singapore.

Ekodukt är en brokonstruktion avsedd för att vilda djur ska kunna ta sig över hinder som vägar eller järnvägsspår på grund av ökad fragmentering i sitt habitat och lokala ekosystem. Termen är ett sammansatt ord av ekologi och viadukt och presenterades som nyord 2016.
En ekodukt är en variant av faunapassage, som även omfattar exempelvis tunnlar för grodor (grodgångar) och liknande.

## Användning
Ekodukter byggs för att vägen ska påverka naturen i så liten omfattning som möjligt och byggs normalt över stora vägar och vanligast över motorvägar. En ekodukt är vanligen mellan 10 och 60 meter bred och har någon form av skyddsräcke för att dämpa ljus och ljud från omgivningen.

## Historia
I Sverige finns än så länge några få i hela landet: en bro på E6 2 kilometer norr om Uddevalla, en längre söderut på E6 vid Burlövs egnahem, en över E4 norr om Örkelljunga, en över E4 i Solna norr om Enköpingsvägen, en över E45 norr om Lödöse, två över E45 norr om Lilla Edet en över E18 10 km väster om Enköping, en över E18 väster om Karlstad samt en över E45 söder om Trollhättan. I en del fall, till exempel i Burlövs kommun, var det främst omsorgen om kulturmiljön i området som kringgärdas av motorvägar som gjorde att den uppfördes. Den i Solna är byggd som en gångbro, men med buskar på sidorna för att inte djuren ska skrämmas av trafikens ljus. 
Sveriges första ekodukt Sandsjöbacka-ekodukten började byggas 2016 över E6 vid Sandsjöbacka i Kungsbacka kommun, bygget fick avbrytas i januari året efter då bron hade börjat rasa. Delar av bron revs och 2018 kunde den nya ekodukten invigas. Naturbron ska minska viltolyckorna genom att binda samman landskapet på båda sidor om motorvägen. I området finns rödlistade arter som hasselmus, hasselsnok och sandödla.